# أميغدالوتا

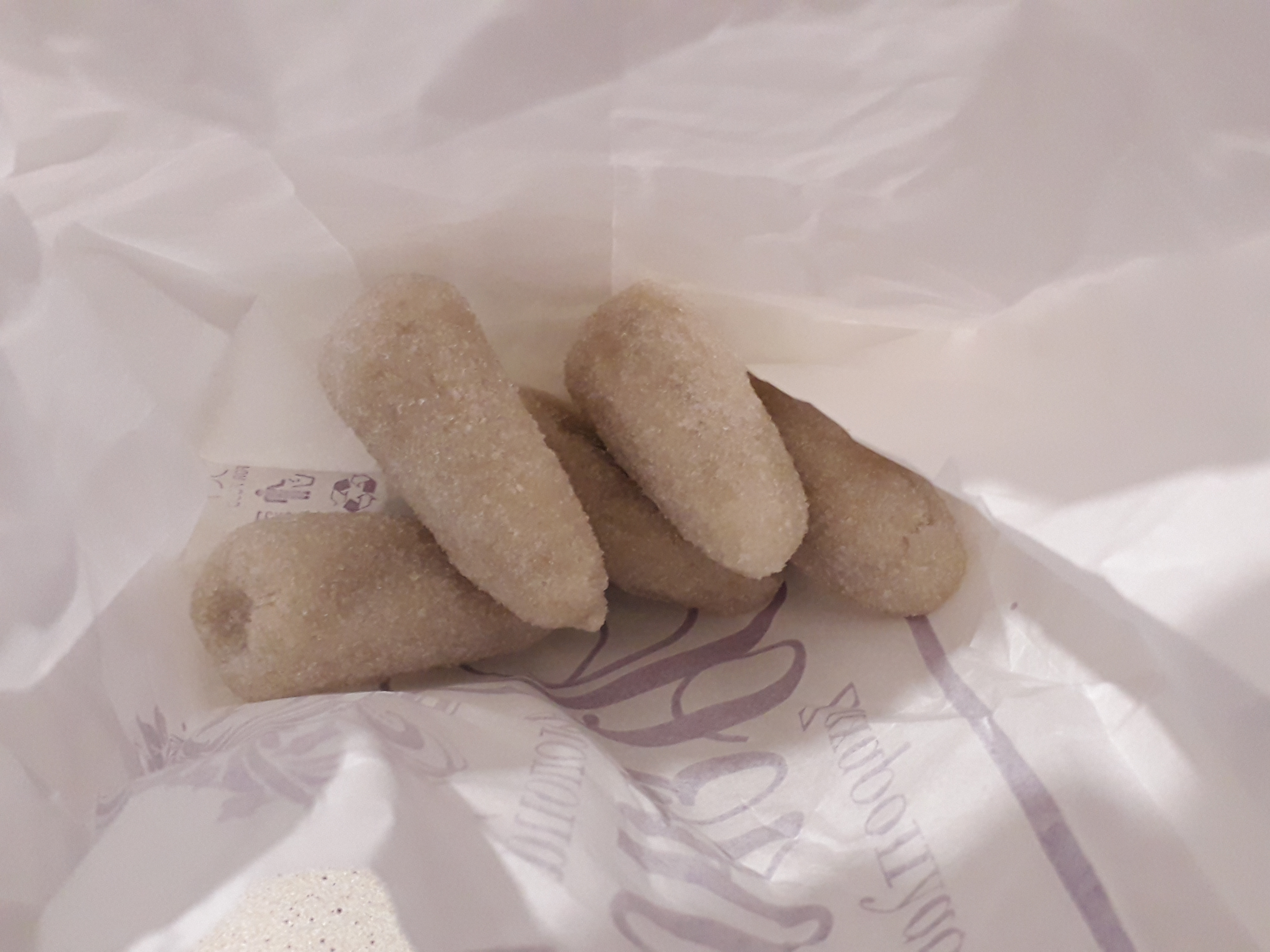
أميغدالوتا من سيفونس

أميغدالوتا أو المعكرونة اليونانية أو بسكويت اللوز (باليونانية: Αμυγδαλωτά) هي نوع من أنواع بسكويت اللوز منتشرة في منطقة سيكلادس في اليونان. بالرغم نم عدم احتواء هذا البسكويت على جوز الهند ألّا أنها تسمى في بعض الاوقات بـ «المعكرونة اليونانية». في بعض المناطق يمكن أن تسمى الرزيث (rozethes)، أو إرغولافوي (ergolavoi)، أو التواف (troufes)، ويمكن تشكيلها بأشكال مختلفة مثل الإجاص أو الكرات أو غيرها. مهما كان شكلها؛ تُصنع هذه البسكويتات لتُؤكل في لُقمة واحدة. ويمكن تحليتها باستخدام العسل والنكهات أو ماء الورد أو ماء الوردة البرتقالية. ويوجد بسكويت لوز مشابه لها في مناطق شرق البحر الأبيض المتوسط.